# Bank Mandiri
PT Bank Mandiri (Persero) Tbk – założony w 1998 roku indonezyjski bank z siedzibą w Dżakarcie.